# Aporte Fiscal Indirecto
El Aporte Fiscal Indirecto (AFI) es un aporte monetario asignado anualmente por el Estado de Chile a todas las Universidades, Institutos Profesionales y Centros de Formación Técnica, reconocidos por el Ministerio de Educación de Chile como Instituciones de Educación Superior (IES), que admitan a los 27.500 mejores puntajes (en la Prueba de Selección Universitaria) de los alumnos matriculados en el primer año de estudios.

## Historia
Como una forma de reglamentar el financiamiento de las universidades chilenas, existentes en la época, nace el Aporte Fiscal Indirecto junto con el Crédito Fiscal Universitario, por medio del D.F.L N.º 4 de 1981, del Ministerio de Educación, durante la dictadura militar, sentenciando así el artículo primero de la mencionada norma:

"El estado contribuirá al financiamiento de las universidades existentes al 31 de diciembre de 1980 y de las instituciones que de ellas se derivaren, mediante aportes fiscales cuyo monto anual y distribución se determinarán conforme a las normas del presente título."

Sin embargo el artículo que da vida al Aporte Fiscal Indirecto, es el tercero, el cual también detalla el modelo de distribución a seguir, a continuación un extracto de dicho artículo:

"...el Estado otorgará a todas las universidades, institutos profesionales y centros de formación técnica, reconocidos por aquel como instituciones de educación superior, anualmente un aporte fiscal indirecto..."

## Forma de distribución[4]
- A los primeros 27500 alumnos matriculados en primer año de alguna institución de educación superior con los mejores puntajes ponderados en las pruebas PSU de Lenguaje y Matemática.
- Éstos alumnos se dividen en cinco tramos 1-5, cada tramo tiene asignado un factor (éstos son 1,3,6,9 y 12), clasificando a los alumnos de forma ascendente de acuerdo a sus puntajes, resguardando que las personas con un mismo puntaje compartan el tramo (los tramos no son necesariamente iguales pero sí similares).
- Se calcula un monto base por alumno, éste corresponde al cociente entre el dinero presupuestado y la suma de los productos de las ponderaciones del número de alumnos de cada tramo por su factor correspondiente

{\displaystyle MontoBase={\frac {Recursos}{1*tramo_{1}+3*tramo_{2}+6*tramo_{3}+9*tramo_{4}+12*tramo_{5}}}}
- Luego se calculan los recursos para cada tramo, ponderando la cantidad de alumnos en dicho tramo por su factor respectivo es decir para cada tramo:

{\displaystyle RecursosTramo_{i}=Factor_{i}*MontoBase}
- Una vez que se ha calculado todo lo anterior se debe hacer para cada institución, es decir, se identifican la cantidad de alumnos en cada tramo, y se multiplica esta cantidad de alumnos por lo calculado en el punto anterior para cada tramo, así se obtiene para cada institución dependendiendo de la cantidad de alumnos que tengan entre los 27.500 mejores.

## 25 mayores asignaciones entregadas en 2016
- De acuerdo al Programa MECESUP (Mejoramiento de la calidad y la equidad en la educación terciaria) del Ministerio de Educación.[5]

| Ranking | Institución                                           | Miles de pesos | Alumnos beneficiados |
| ------- | ----------------------------------------------------- | -------------- | -------------------- |
| 1       | Universidad de Chile                                  | 2 533 255      | 4304                 |
| 2       | Pontificia Universidad Católica de Chile              | 2 471 405      | 3945                 |
| 3       | Universidad de Concepción                             | 834 829        | 1829                 |
| 4       | Universidad Técnica Federico Santa María              | 796 618        | 1547                 |
| 5       | Universidad de Santiago de Chile                      | 654 779        | 1613                 |
| 6       | Universidad Adolfo Ibáñez                             | 542 824        | 1226                 |
| 7       | Pontificia Universidad Católica de Valparaíso         | 534 276        | 1382                 |
| 8       | Universidad Diego Portales                            | 509 075        | 1389                 |
| 9       | Universidad de los Andes                              | 460 234        | 960                  |
| 10      | Universidad Austral de Chile                          | 308 805        | 768                  |
| 11      | Universidad de Valparaíso                             | 281 374        | 689                  |
| 12      | Universidad del Desarrollo                            | 265 316        | 693                  |
| 13      | Universidad Mayor                                     | 263 458        | 677                  |
| 14      | Universidad Andrés Bello                              | 240 413        | 707                  |
| 15      | Universidad de La Frontera                            | 227 255        | 531                  |
| 16      | Universidad de Talca                                  | 224 727        | 573                  |
| 17      | Universidad San Sebastián                             | 211 123        | 458                  |
| 18      | Universidad Católica del Norte                        | 189 862        | 481                  |
| 19      | Universidad de La Serena                              | 108 535        | 317                  |
| 20      | Universidad Metropolitana de Ciencias de la Educación | 102 885        | 347                  |
| 21      | Universidad del Bio-Bío                               | 99 466         | 337                  |
| 22      | Universidad Católica del Maule                        | 95 377         | 233                  |
| 23      | Universidad Finis Terrae                              | 94 485         | 184                  |
| 24      | Universidad Alberto Hurtado                           | 79 989         | 247                  |
| 25      | Universidad Católica de la Santísima Concepción       | 76 198         | 190                  |

     Universidad estatal.

     Universidad privada tradicional.

     Universidad privada.